# Moneda contaminada

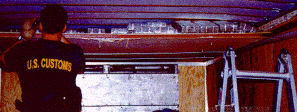
Se encontraron 5,6 millones de dólares ocultos en este compartimiento de techo de un camión durante una incautación.

La mayoría de los billetes tienen trazas de cocaína, lo que ha sido confirmado por estudios realizados en varios países. En 1994, la Corte de Apelaciones del 9º Circuito de Estados Unidos determinó que en Los Ángeles, de cada cuatro billetes, en promedio más de tres están contaminados por cocaína u otra droga ilícita.
Además, el papel moneda en otras partes del mundo muestra una contaminación similar por medicamentos, y los estudios indican que incluso podrían servir como un vector de enfermedades, aunque los investigadores no están de acuerdo sobre la facilidad con que se transmiten las enfermedades de esta manera.

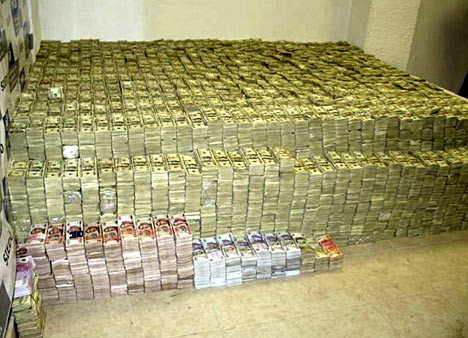
Parte de los 207 millones de dólares incautados al presunto narcotraficante Zhenli Ye Gon.

Se han sugerido varias teorías para explicar esta contaminación más allá de la contaminación predecible debido al manejo durante el tráfico de drogas y el uso de billetes enrollados para inhalar drogas. Después de la contaminación inicial, la sustancia se "infecta" con otros billetes en contacto cercano, a menudo apilados juntos, en entornos cerrados comunes en las instituciones financieras.

## En los Estados Unidos
En un estudio reportado en Forensic Science International, A. J. Jenkins, de la Oficina del Forense del Condado de Cuyahoga (Cleveland, OH), el autor informa sobre el análisis de diez billetes de un dólar recogidos al azar en cinco ciudades y examinados para detectar cocaína, heroína, 6-acetilmorfina (también llamada "6-AM"), morfina, codeína, metanfetamina, anfetamina y fenciclidina (PCP). Los billetes se sumergieron en acetonitrilo durante dos horas antes de la extracción y se sometieron a un análisis de cromatografía de gases y espectrometría de masas (GC-MS). Los resultados demostraron que "92% de los billetes fueron positivos para cocaína con una cantidad promedio de 28.75 ± 139.07 microgramos por billete, una mediana de 1.37μg por billete, y un rango de 0.01-922.72μg por billete. Se detectó heroína en siete billetes de 0,03 a 168,5 µg por billete: se detectaron 6-AM y morfina en tres billetes; metanfetamina y anfetamina en tres billetes y uno respectivamente, y PCP en dos billetes de 0,78 y 1,87 µg por billete. Codeína no fue detectada en ninguno de los billetes de un dólar analizados". El estudio confirmó que, aunque el papel moneda se contaminaba con cocaína con mayor frecuencia, también se pueden detectar otras drogas de uso indebido en las facturas.
Otro estudio, realizado en el Laboratorio Nacional Argonne, encontró que cuatro de cada cinco billetes de cinco dólares en los suburbios de Chicago contienen rastros de cocaína. Estudios anteriores han encontrado índices de contaminación similares en otras ciudades. Pero el estudio de Argonne es el primero en demostrar que si usted maneja billetes contaminados, no terminará con drogas en sus manos. "Es virtualmente imposible que la cocaína se frote", dijo el químico de Argonne Jack Demirgian. Esta estimación de la contaminación podría alcanzar el 94%, según Bill y Rich Sones del Chicago Sun-Times.
Esto fue confirmado por Ronald K. Siegel en su libro, Intoxicación: La vida en busca del paraíso artificial, que también tomó nota de la cifra. Otro estudio del Journal of Analytical Toxicology es más conservador, notando una contaminación aún considerable del 80% de la moneda estadounidense por cocaína.
En el Sacramento Bee se descubrió que mientras que la fuente inicial de la contaminación proviene del dinero utilizado en el tráfico ilegal de drogas en circulación, la Reserva Federal de los EE. UU., sin darse cuenta, extiende la sustancia a la moneda limpia mezclando los billetes juntos. The Journal of Analytical Toxicology confirms this assessment, noting that counting machines (in addition to simple proximity) are the agents of transfer.
El descubrimiento de que la cocaína es tan frecuente en los billetes de banco estadounidenses tiene una aplicación legal que las reacciones de los perros rastreadores de drogas no son causa inmediata para el arresto de personas o la confiscación de billetes de banco. (El contenido de droga es demasiado bajo para ser enjuiciado, pero no demasiado bajo para desencadenar una respuesta a los perros olfateadores de droga.), aunque esto ha sido impugnado legalmente en varios estados de los EE. UU. como norma de lo que constituyen niveles "inusuales" de contaminación, queda por alcanzar (véase más adelante).
Además de los rastros de drogas ilícitas, un estudio reciente sobre la moneda en la ciudad de Nueva York ha demostrado que varios microbios contagiosos de la piel y los principios orales también se transfieren a los billetes de papel, entre ellos Propionibacterium acnes, Staphylococcus epidermidis y Micrococcus luteus. Otros microbios detectados no asociados con humanos fueron Lactococcus lactis y Streptococcus thermophilus, microbios típicamente asociados con la producción de lácteos y la fermentación. El estudio demostró que los microbios viables podían ser aislados y cultivados a partir del papel moneda. Un estudio anterior realizado en el oeste de Ohio, en el cual "Se recogieron billetes de un dólar de la comunidad general del oeste de Ohio para estudiar la contaminación bacteriana. Los organismos patógenos o potencialmente patógenos fueron aislados del 94% de los billetes. Estos resultados sugieren una alta tasa de contaminación bacteriana de billetes de un dólar."

## En el Reino Unido
Científicos forenses han dicho que alrededor del 80% de todos los billetes británicos contienen rastros de drogas. Un estudio de 1999 encontró niveles aún más altos de contaminación en el área de Londres; de los 500 billetes examinados, sólo cuatro no tenían rastros de cocaína. La mayoría de los billetes mostraron niveles bajos de contaminación, sugiriendo que sólo habían estado en contacto con billetes contaminados, pero el 4% de los billetes en el estudio mostraron niveles más altos, lo que los investigadores sugirieron fue el resultado al ser manejados por personas bajo la influencia de cocaína (que se excreta en aceites en la piel), o al ser usados directamente para inhalar la droga.
Hay niveles de droga por encima de los cuales los billetes de banco deben ser retirados de la circulación, y por este motivo se destruyen anualmente billetes de más de 15 millones de libras esterlinas. La destrucción se hace más a menudo como precaución que porque el dinero representa un grave peligro para la salud.
La cocaína es la droga que más comúnmente se encuentra en los billetes de banco. La heroína y el éxtasis se encuentran con menos frecuencia, aunque la frecuencia de la contaminación por éxtasis aumentó en los años anteriores a 2002. Joe Reevy de Mass Spec Analytical, una empresa que analiza los billetes confiscados para la policía, señaló que la heroína y el éxtasis se degradan más rápidamente que la cocaína, y que un solo billete que se había utilizado para inhalar cocaína podía contaminar a muchos otros cuando se colocaba en una máquina clasificadora, para explicar la frecuencia de la contaminación por cocaína.
El dinero recuperado de las redadas policiales en el tráfico de drogas a menudo está muy contaminado. En una redada realizada en 2002, se descubrieron £465.000, que se habían almacenado en una sala donde se preparaba heroína, y estaban tan contaminados que se aconsejó a los funcionarios que no la tocaran sin equipo de protección.
Estudios previos encontraron que el nivel de contaminación -es decir, la concentración de los contaminantes- era diferente entre los billetes sospechosos de ser utilizados en el tráfico de drogas y los de niveles de transferencia de proximidad. Pruebas posteriores han confirmado esta determinación y sirven de base para casos judiciales contra traficantes de drogas, ya que el nivel básico de contaminación de drogas sigue siendo bastante constante en todo el Reino Unido, a pesar de factores que podrían afectar inmediatamente a niveles como los rurales o urbanos, ricos y pobres o zonas con altos o bajos índices de delincuencia.

### Contaminación por hepatitis C
La contaminación del papel moneda no se limita simplemente a la cocaína y otras drogas ilícitas. Las autoridades sanitarias del Reino Unido advierten que una epidemia silenciosa de hepatitis C podría estar en vías de estallar. Los consumidores de drogas con hepatitis que comparten con otros los billetes de papel (o paja) que se usan para inhalar cocaína pueden facilitar la transferencia de la enfermedad a miles. Dado que los consumidores de drogas se ven afectados con frecuencia, es fácil que no noten pequeños rastros de sangre en estos billetes de banco enrollados. Esto se considera especialmente preocupante, ya que ocho de cada diez portadores desconocen su estatus (ya que la hepatitis puede permanecer latente durante décadas) y tienen poco acceso a la atención sanitaria regular. Este mayor riesgo de contraer hepatitis C también ha sido observado por los Institutos Nacionales Estadounidenses de Salud (NIH). Sin tratamiento, la hepatitis C puede llevar a una enfermedad hepática crónica.
El Departamento de Salud Británico estima que hay más de 200.000 personas infectadas con hepatitis C en Gran Bretaña, pero el número podría ser mucho mayor. Charles Gore, el director ejecutivo de Hepatitis C Trust, dijo:"Las estimaciones muestran que alrededor de 5.000 nuevos casos de hepatitis C son diagnosticados cada año - pero se diagnostican principalmente por casualidad. Debido a que muchos no han sido diagnosticados, no podemos decir qué tipo de problema estamos viendo. Cuando en el año 2000 se examinaron 5.000 billetes de banco en Londres, el 99% de ellos tenían trazas de cocaína. Eso nos dice que existe un problema masivo en el diagnóstico y en la conciencia de las personas de lo fácil que es contraer la hepatitis C".
El profesor Graham Foster, del St Mary's Hospital de Londres, dijo:"Compartir billetes de banco o pajillas es un factor de riesgo importante que la gente necesita conocer mejor. Aunque el riesgo de contraer hepatitis C por inhalación es menor que por compartir una inyección".

## Eurozona
Se han encontrado contaminaciones similares en los billetes de euro de Irlanda, España, y Alemania con una concentración de cocaína casi 100 veces mayor en los billetes españoles que en los alemanes. Además, Alemania había notado los casos inusuales de la ruptura y desintegración del euro alemán después de haber sido retirado de los cajeros automáticos, explicadas posteriormente como provocadas por los sulfatos utilizados en la producción de metanfetamina mezclándose con el sudor humano para formar ácido sulfúrico, que descompone el papel sobre el que se imprimen los euros. La mayor parte de la metanfetamina cristalina presente en Alemania proviene de Europa del Este, y tiene un alto nivel de sulfatos.

## En otras partes del mundo
La longevidad de la moneda más moderna también ha dado lugar a diversas falacias en la transmisión de agentes bacteriológicos con billetes de papel. El SRAG no puede propagarse a través de los billetes de banco, como tampoco el sida -aunque cabe señalar que la preocupación de China a principios de 2003 de que el mortífero virus del SRAG pudiera propagarse a través de los billetes de banco hizo que ese país secuestrara automáticamente los billetes entregados durante 24 horas (la presunta vida útil del virus) antes de devolverlos a la circulación.
Los niveles de contaminación y la "suciedad" general de los billetes llevaron a Australia a introducir una moneda de plástico en 1988.[cita requerida] Estos billetes son menos propensos a la contaminación debido a la falta de tejido capaz de contener estructuras cristalinas que las drogas ilícitas suelen consumir.[cita requerida] Australia ahora imprime moneda de polímero para casi dos docenas de otros países, incluyendo Israel, Malasia, México y Rumania.